# Agrias imecourti
Agrias imecourti är en fjärilsart som beskrevs av Le Moult 1931. Agrias imecourti ingår i släktet Agrias och familjen praktfjärilar. Inga underarter finns listade i Catalogue of Life.